# Franz Heinrich Achermann
Franz Heinrich Achermann (* 1. Juli 1881 in St. Erhard; † 18. April 1946 in Kriens) war ein Schweizer Geistlicher und Autor von Jugendbüchern.

## Leben
Achermann war der Sohn des Volksschullehrers Michael Achermann und seiner Frau Maria Josefa (geb. Habermacher). Seine Kindheit verbrachte er in Oberkirch. Seine Schulbildung erhielt er an der Mittelschule in Sursee. Es folgte ein katholisches Theologiestudium in Sarnen, Luzern und Innsbruck. Am 12. Juli 1908 wurde er in Luzern zum Priester geweiht. Noch im gleichen Jahr trat er eine Stelle als Vikar in Schaffhausen an, wo er bis 1913 blieb. Von 1913 bis 1920 war er Vikar in Oberdorf, Kanton Solothurn. Während dieser Zeit begann er mit der Erforschung der prähistorischen Höhlen im Jura. Er war davon so fasziniert, dass er seine Erkenntnisse später in eine Reihe von Erzählungen und Romanen aus den «Wildnissen» der Stein- und Eiszeit einfliessen liess. Erste Veröffentlichungen von Jugendbüchern stammen aus dieser Zeit. 1920 wechselte er nach Basel, wo er bis 1930 als Vikar an der St. Josephs-Kirche tätig war. Ab 1930 lebte er bis zu seinem Tod im Jahr 1946 als Pfarrhelfer in Kriens.
Er war der Verfasser einer ganzen Reihe von populären Romanen, die ihn zu einem der meistgelesenen schweizerischen Jugendbuchautoren werden liessen. Neben seinen Romanen aus der schweizerischen Heimat waren es vor allem seine Bücher über die Frühzeit der Menschen und seine historischen Romane zur europäischen Geschichte, die seinen Ruhm begründeten. Daneben verfasste er noch eine Reihe von Zukunftsromanen, Studentengeschichten, Kriminalromanen und Theaterstücken. Der Erfolg seiner Werke machte ihn im gesamten deutschsprachigen Raum bekannt. In Deutschland wurde er dabei vielfach als Schweizer Karl May bezeichnet. Seine katholisch geprägten Bücher gelten heute als spannend mit einem Hang zum Kitsch. Ende der 1970er Jahre wurden einige seiner Bücher in bearbeiteter Form neu aufgelegt.

## Werke (Auswahl)
- Der Wildhüter von Beckenried. Roman aus Nidwaldens letzten Tagen vor 1798. 1918
- Die Kannibalen der Eiszeit. Prähistorischer Roman aus den Tagen der Sintflut. 1920
- Die Kammerzofe Robespierres. Historischer Roman aus der französischen Schreckenszeit. 1923
- Auf der Fährte des Höhlenlöwen. Roman aus den Wildnissen der Eiszeit. 1918
- Die Jäger vom Thursee. Roman aus den Wildnissen der Steinzeit. 1918
- Der Schatz des Pfahlbauers. 1920
- Krach im Examen. 1920
- Der Schulmeister von Knortzigen. Erzählungen. 1922
- Der Naturheilkundige. Lustspiel in 3 Akten. 1922
- So zwei, wie wir zwei! 1922
- Die Schweizer in Innsbruck. Lustspiel in 5 Akten. 1922
- Zirkusdirektor Gump und seine drei Auguste: Posse in 1 Akt. 1922
- Im Banne der ewigen Gletscher. 1923
- Aram Bela. Ein Roman der Tatsachen. 1924
- Perkeo der Leutnant. Novelle. 1925
- Dämonentänzer der Urzeit. Roman aus den Wildnissen der zweiten Eisenzeit. 1927
- Die Madonna von Meltingen. Historischer Roman. 1928
- Der Totenrufer von Halodin. Prähistorischer Kulturroman aus den Wildnissen der ersten Eisenzeit. 1928
- Der Henker von Basel und andere Geschichten 1931
- William Thomson der Aussätzige. Ein Roman der Wirklichkeit. 1932
- Rauschgas. Roman aus zwei Welten. 1934
- Nie kehrst du wieder goldne Zeit. Fröhliche Studentenromane (Band 1: Im letzten Semester. Roman aus Innsbrucks schönsten Tagen; Band 2: Krach im Examen; Band 3: O Musenstadt am Inn!). 1934–36
- Moskau oder Konnersreuth? 1935
- Der Antichrist. Zukunftsroman auf Grund der biblischen Prophezeiungen und der heutigen Kulturentwicklung. 1939
- Die Tote von Scotland Yard. 1941
- De Kurpfuscher. Lustspiel i 3 Akte. 1945
- Aram Bela. Schauspiel in 5 Akten nach dem gleichnamigen Roman. 1946
- Detektiv-Wachtmeister Strübi & Sohn. Kriminalroman. 1949